# Leeds stadshus

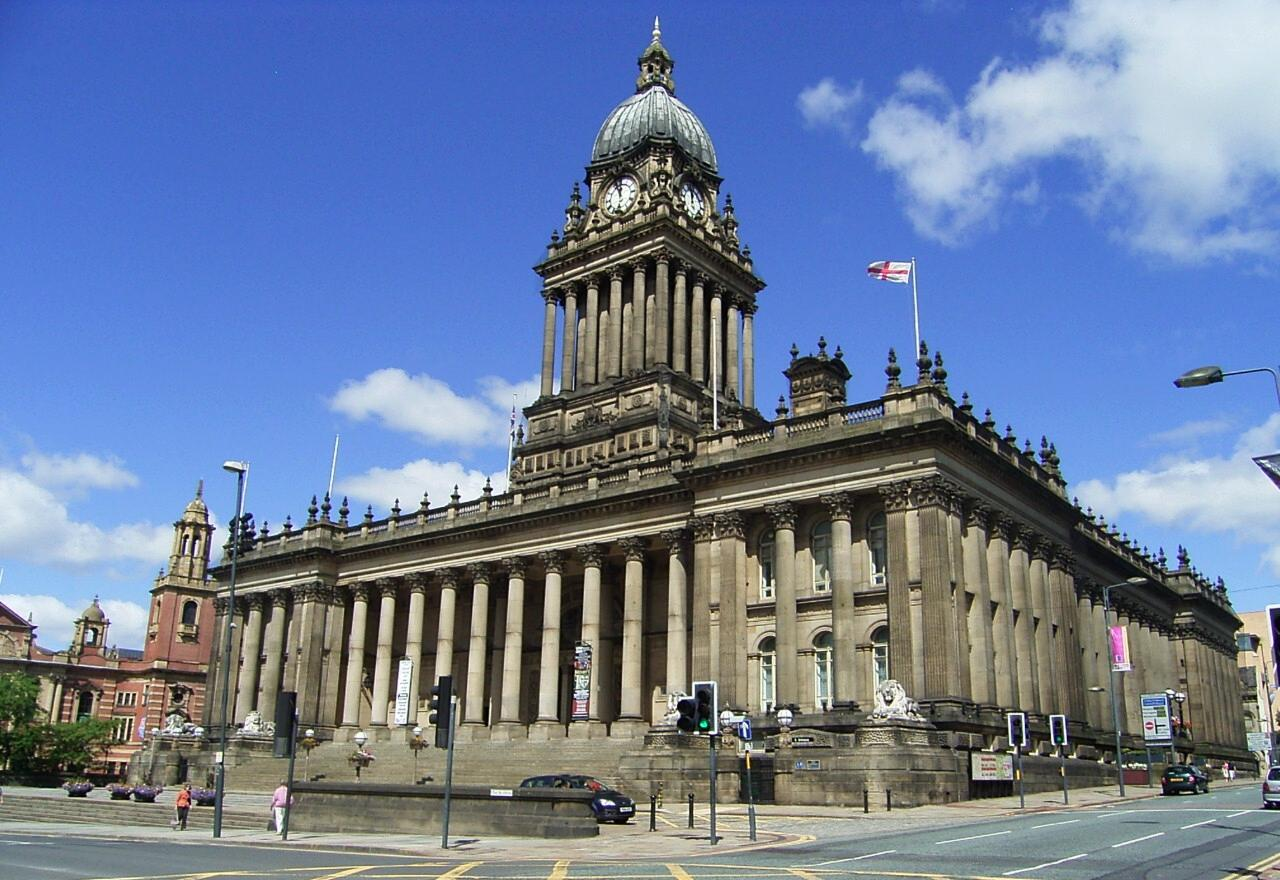
Stadshuset i Leeds

Leeds stadshus byggdes mellan 1852 och 1858 med Cuthbert Brodrick som arkitekt.
Förmögna medborgare bildade 1851 Leeds Improvment Society (ung. Leeds förbättringssällskap). Sällskapet förespråkade att ett vackert stadshus skulle byggas för att göra staden vackrare. Förhoppningen var att om man byggde en vacker byggnad skulle det förhoppningsvis höja stilstandarden i staden som annars var ganska ful. 
Samma år köptes marken för stadshuset till priset av 9 500 pund. Året därpå, 1852, utlystes en arkitekttävling. Bland specifikationerna för byggnaden fanns att den bland annat skulle innehålla en hall med plats för 8 000 stående personer, borgmästarsvit och rum för stadsfullmäktige. Budgetet för byggnaden var på 35 000 pund. Summan var med tanke på specifikationerna snålt tilltagen.  
Sexton förslag kom in. En ung arkitekt från Kingston upon Hull, Cuthbert Brodrick, vann.
Från början ingick inget torn i planen, men under byggets gång lades det till. Budgeten kom också att svälla betydligt. En orsak till att den ursprungliga budgeten övergavs var att staden konkurrerade med Sheffield och Wakefield om att bli West Riding of Yorkshires domstolsort. Till slut kom kostnaden för bygget att bli 122 000 pund.